# Pierre Korb
Pierre Korb (Mulhouse, 20 de abril de 1908 - 22 de fevereiro de 1981) foi um futebolista francês. 
Korb nasceu em Mulhouse, quando a região da cidade - a Alsácia - pertencia ao Império Alemão. Após a Primeira Guerra Mundial, a região seria reanexada pela França, e pela seleção deste país ele competiu na Copa do Mundo FIFA de 1934, sediada na Itália.